# Брикнер, Александр Густавович
Александр Густавович Брикнер (24 июля [5 августа] 1834, Санкт-Петербург — 3 [15] ноября 1896, Йена) — российский историк немецкого происхождения, профессор кафедры истории Дерптского университета. Занимался, главным образом, исследованием процесса европеизации России.

## Биография
Родился 24 июля (5 августа) 1834 года в Санкт-Петербурге в семье купца немецко-балтийского происхождения. Учился в Петришуле с 1846 по 1851 год. После окончания школы несколько лет служил в конторе торгового дома.
В 1858 году вместе со своим другом Эдуардом Доббертом уехал в Германию, где в Йене, Берлине и Гейдельберге изучал историю и политэкономию — слушал лекции Гейссера, Дройзена, Ранке, Куно Фишера, Раумера.
Получив в 1860 году степень доктора философии в Гейдельбергском университете за диссертацию «Zur Geschichte des Reichstags zu Worms», Брикнер с 1861 года начал преподавать в Санкт-Петербурге историю в Училище правоведения (в 1861—1862 гг. преподавал политэкономию в гимназии Видемана). В 1864 году защитил магистерскую диссертацию «Медные деньги в России (1653—1663)». 
В 1867 году, получив в Дерптском университете степень доктора истории за диссертацию «Finanzgeschichtliiche Studien. Kupfergeldkrise», был приглашён в Новороссийский университет, а в 1871 году занял кафедру русской истории в Дерптском университете. 
Выйдя в отставку, в 1892 году он переселился в Йену, где и умер 3 ноября 1896 года.

## Семья
Отец географа и метеоролога Эдуарда Брикнера. Внук — латвийский музыковед, скрипач и музыкальный педагог Карл Брюкнер (дед скрипача Гидона Кремера).

## Литературный труд
Его важнейшие труды посвящены, главным образом, культурной и политической истории России, преимущественно XVII и XVIII веков. Главной темой, вокруг которой группировались все крупные работы Брикнера, служил процесс «европеизации» России путём проникновения западноевропейских понятий и интересов. Результаты своих работ на эту тему Брикнер изложил в крупном труде «Die Europaisirung Russlands. Land und Volk» (Гота, 1888).
Он придавал особенное значение эпохе Петра Великого, но в освещении держался её несколько устарелого взгляда, чрезмерно оттеняя косность русской жизни московского периода.
Наиболее крупными работами Брикнера были «Материалы для жизнеописания графа Н. П. Панина», ч. I—VII (СПб., 1888—1892) и начало обширного труда по общей истории России, предпринятого для серии «Geschichte der europaischen Staaten» Геерена и Укерта и имевшего в виду немецких читателей. Вышла в свет только первая часть этого труда, задуманного в 2-х томах: «Geschichte Russland bis zum Ende des XVIII Jahrhunderts. B. I. Ueberblick der Entwickelung bis zum Tode Peters des Grossen» (Гота, 1896).
В 1891 году вышла в свет его монография, посвящённая Григорию Александровичу Потемкину (Потёмкин — СПб.: Издание К. Л. Риккера, 1891).
Брикнеру принадлежат труды по истории XVIII века: биография И. Т. Посошкова, русско-шведские отношения, денежный счёт.

## История Петра Великого
«История Петра Великого» (СПб., 1882) (Том 1 Том 2) — главный литературный труд Брикнера встретил довольно суровую оценку со стороны специалистов, но, несомненно, удовлетворял потребности широких кругов читающей публики блестящим стилем. В этой книге он старался отразить причинно-следственные связи и предпосылки петровских реформ и их значение на дальнейшем развитии России. Понимание Брикнером личности Петра Великого и его влияние на Россию выражается следующими строками из книги:

События идут в истории самостоятельно, независимо от отдельных личностей. Россия и без Петра стала бы великой державой. Но продолжительность этого процесса величием и гениальностью Петра значительно изменилась и сократилась. Он не создал нового направления в истории России, но народ был быстро подвинут на уже готовый путь. Народ, который мог создать Петра, имеет право гордиться. Он явился плодом соприкосновения русского народного духа с общечеловеческой культурой. Петр привел мысль о таком соединении, что обеспечивает ему одно из первых мест в истории человечества.

В «Истории Петра Великого» А. Г. Брикнеру удалось хорошо исследовать личность царя, особенности его характера, ума и неутомимой деятельности. Особое внимание автор уделяет важности внутренних преобразований, а не успехам на международной арене.

## История Екатерины Второй
Из многочисленных работ Брикнера, относящихся к эпохе Екатерины, наиболее крупной была «История Екатерины II», появившаяся сначала в 1883 году по-немецки в коллекции Онкена («Allgemeine Geschichte»), в 1885 году — в русском переводе, со многими иллюстрациями. В этом труде особенно обстоятельно изложена история внешних событий, войн и дипломатических событий; слабее освещение внутренней жизни и реформ (чрезмерное внимание уделяется «Наказу Екатерины», немного переоценивается его значение). Брикнер подвёл итоги деятельности Екатерины следующим образом:

Необычайно богато одаренная природой, в силу целого ряда благоприятных обстоятельств обладая высоким положением, Екатерина оказалась способной выполнить возложенную на неё судьбой задачу; ей в этом помогла чрезвычайная сила воли; она умела пользоваться выгодами своего положения, жизнью вообще, неутомимой работой в особенности. Екатерина производит впечатление личности, отличавшейся не только громадными умственными способностями, но и благоприятными качествами души. До сих пор историки особенно охотно останавливались то на внешнем блеске и на громкой славе её царствования, то на неоспоримых слабостях её частной жизни. Попытавшись разработать появившиеся в последнее время исторические материалы, мы старались изобразить личность и царствование Екатерины беспристрастнее, многостороннее наших предшественников. Из общего обзора деятельности Екатерины мы получаем следующий вывод: она действовала успешно в качестве посредницы между прогрессом и культурой Западной Европы, с одной стороны, и бытом России — с другой. При ней значительно упрочилось могущество и влияние России во всемирной системе государств; во время царствования Екатерины благодаря её инициативе Россия быстро продвинулась вперед на пути прогресса, европеизации.

## Итоги деятельности
Как в крупных своих трудах, так и в многочисленных статьях, рассеянных по русским и немецким журналам, Брикнер был не только самостоятельным исследователем, но также популяризатором новых явлений в русской историографии, посвященной вопросам политической и культурной истории XVII—XVIII веков. Труды его, появлявшиеся на немецком языке, много содействовали правильному ознакомлению заграничной публики с русской историей.
Подробный обзор научной деятельности Брикнера см. в некрологе, составленном Е. Ф. Шмурло («Журнал Министерства народного просвещения». — 1897, февраль).